# Las Cantinas
Las Cantinas är en ort i Mexiko.   Den ligger i kommunen Tianguistengo och delstaten Hidalgo, i den sydöstra delen av landet, 150 km norr om huvudstaden Mexico City. Las Cantinas ligger 1 749 meter över havet och antalet invånare är 143.
Terrängen runt Las Cantinas är huvudsakligen kuperad, men västerut är den bergig. Runt Las Cantinas är det ganska tätbefolkat, med 72 invånare per kvadratkilometer. Närmaste större samhälle är Zacualtipán, 8,2 km söder om Las Cantinas. I omgivningarna runt Las Cantinas växer i huvudsak städsegrön lövskog.